# Fiori d'arancio per Paperino
Fiori d'arancio per Paperino (Donald's Diary) è un cortometraggio del 1954 diretto da Jack Kinney. È un cortometraggio animato realizzato, in Technicolor, dalla Walt Disney Productions, uscito negli Stati Uniti il 5 marzo 1954 e distribuito dalla RKO Radio Pictures. A partire dagli anni novanta è più noto come Il diario di Paperino.

## Trama
Paperino racconta come avvenne il suo primo incontro con Paperina e quest'ultima tentava di sedurlo in ogni modo; alla fine la papera ebbe la meglio e lo fece innamorare di lui. I due cominciarono a frequentarsi tra cinema, ristoranti e posti romantici. Paperino fu invitato a conoscere la famiglia di Paperina: la madre sorda, il padre tonto, e Qui, Quo e Qua (qui rappresentati come i fratellini di Paperina).
Paperino decide di fare a Paperina la proposta di matrimonio comprando un anello; dopo aver dato ai nipoti i soldi per il cinema, si addormenta su una poltrona. In quel momento, sogna di sposare Paperina ma in seguito scoprirà che la vita matrimoniale è tutt'altro che rose e fiori. La sua nuova moglie, nel sogno che si trasformerà col tempo in un incubo, comincia infatti a trattarlo come uno schiavo domestico e obbligarlo a fare qualunque lavoro di casa tanto da farlo impazzire e farlo esplodere. 
Paperino viene svegliato da Paperina, ma il papero, vedendola ed essendo rimasto traumatizzato dall'incubo avuto, urla dal terrore e scappa sfondando la porta di casa pur di evitare la fine tremenda che aveva sognato. 
Si scoprirà che dopo la sua fuga Paperino si è arruolato nella legione straniera e si è rifugiato nel deserto. Paperino conclude il racconto spiegando che, pur avendo evitato il peggio se si fosse sposato con Paperina, è morto dentro quando ha stroncato la sua relazione con lei, il tutto mentre riprende il suo turno di guardia nel fortino in mezzo al deserto del Sahara di notte.

## Distribuzione

### Edizione italiana
Il cortometraggio arrivò in Italia il 26 settembre 1963, abbinato al film Professore a tuttogas. Fu ridoppiato nel 1995 dalla Royfilm con le voci del Gruppo Trenta sotto la direzione di Leslie La Penna su dialoghi di Luigi Calabrò per l'inclusione nella VHS Cartoon Classics – Io Paperino!, ed è stato usato in TV, nonché in tutte le successive pubblicazioni home video.

### Edizioni home video

#### VHS
- Cartoon Classics – Io Paperino! (novembre 1995)
- Paperino piume, guai e simpatia (maggio 1999)
- Paperino campione di allegria (ottobre 2001)